# فيليب هوزر
فيليب هوزر (بالإنجليزية: Philip Hauser)‏ هو عالم اجتماع وأستاذ جامعي أمريكي، ولد في 27 سبتمبر 1909 في شيكاغو في الولايات المتحدة، وتوفي بنفس المكان في 13 ديسمبر 1994.